# Catamenia
Catamenia — финская мелодик-блэк-метал-группа из Оулу, основанная в 1995 году.

## Название группы
Слово «Catamenia» обозначает менструацию, однако участники группы считали, что сами его придумали. После выхода дебютного диска один из поклонников открыл музыкантам глаза — однако вывеску решили не менять.

## История
Группа была образована в 1995 году вокалистом Микой Тённингом, гитаристами Рику Хопеакоски и Сампо Уккола, басистом Тимо Лехтиненом, клавишником Хейди Риихинен и барабанщиком Тони Тервоандом. После выпуска нескольких демо на группу обратил внимание лейбл Massacre Records. На нём в 1998 году группа выпустила альбом Halls of Frozen North, а в 1999 — Morning Crimson. С каждым последующим альбомом звучание Catamenia становилось все более разнообразным и самобытным. На альбоме 2000 года Eternal Winter's Prophecy Сампо Укколу заменил Ари Ниссиля, а в качестве барабанщика помогал Сир Луттинен из Black League. В 2001 году вышел альбом Eskhata. Перед записью этого альбома из группы ушёл клавишник Риихинен, а на место ударника сел Янне Кусмин из Kalmah. Перемены состава продолжились с приходом клавишника Теро Невала и барабанщика Виекко Юмиско перед пятым альбомом, Chaos Born, вышел в 2003 году.

## Дискография

### Альбомы
- Halls of Frozen North (1998)
- Morning Crimson (1999)
- Eternal Winter's Prophecy (2000)
- Eskhata (2002)
- Chaos Born (2003)
- Winternight Tragedies (2005)
- Location: COLD (2006)
- VIII - The Time Unchained (2008)
- Cavalcade (2010)
- The Rewritten Chapters (2012)

### Demo/EP/DVD
- Demo (1995)
- Winds-demo (1997)
- Shape Edition MCD (1999)
- Bringing The Cold To Poland -DVD (2006)

## Видеография

### Клипы
- «Morning Crimson» (1999)
- «Kuolon Tanssi» (2003)
- «Tuhat Vuotta» (2006)
- «Location: COLD» (2006)
- «Cavalcade» (2010)

## Состав

### Действующие участники
- Рику Хопеакоски — ведущий гитарист, бэк-вокал, клавишник (на «Eskhata»)
- Ари Ниссиля — вокал, ритм-гитара
- Тони Кансаноя — бас-гитара
- Какке Вяхякуопус — чистый вокал
- Антти Хаапсамо — вокал (на «Location: COLD»)
- Микко Неванлахти — ударные

### Бывшие участники
- Мика Тённинг — вокал (1995—2003)
- Сампо Уккола — гитара (1995—1999)
- Тимо Лехтинен — бас-гитара (1995—2003) (ныне в группе Kalmah)
- Микко Хепо-Оя — бас-гитара (2005—2006)
- Хейди Рийхинен — клавишные (1995—2000)
- Теро Невала — клавишные (2003—2006)
- Тони Терво — ударные (1995—1999)
- Сэр Луутинен — ударные (2000) (The Black League, Terveet kadet, Impaled Nazarene)
- Янне Кусмин — ударные (2002) (ныне в группе Kalmah)
- Вейкко Юмиско — ударные (2003—2007)
- Олли-Юкка Мустонен — вокал